# 卡莱塔科尔多瓦
卡莱塔科尔多瓦（西班牙語：Caleta Córdova）是阿根廷的一座市镇，位于丘布特省的埃斯卡蘭特縣。该镇东临大西洋，西南距其所在省最大城市里瓦达维亚海军准将城18（11英里）。

## 历史
卡莱塔科尔多瓦兴建于1920年，作为石油出口港使用。2007年该港口曾发生石油泄漏事故，泄漏面积直径超4公里。